# نهر حاج محمد (نو أباد)
نهر حاج محمد (بالفارسية: نهر حاجی‌محمد) هي قرية تقع في إيران في قسم نو أباد الريفي. يقدر عدد سكانها بـ 75 نسمة .